# .日本
.日本 — второй национальный домен верхнего уровня для Японии. По состоянию на 2021 год данный домен ещё не был зарегистрирован.
Япония рассмотрела вопрос о регистрации второго национального домена верхнего уровня .日本. В 2008 году Совет по информации и коммуникациям при министерстве внутренних дел Японии подал предварительную заявку. По состоянию на 2021 год такой домен не был зарегистрирован.

## История
| Дата               | Событие |
| ------------------ | --- |
| Ноябрь, 2008 год   | Совет по информации и коммуникациям при Министерстве внутренних дел и коммуникаций начал изучение ДВУ «.日本». |
| Июль, 2009 год     | Совет по информации и коммуникации представил доклад об исследовании, озаглавленном «Политика в области Интернета в XXI веке (Консультация № 3 Совета по информации и коммуникации, 2001 год), Предложение о введении доменных имен верхнего уровня». http://www.soumu.go.jp/main_content/000032869.pdf |
| Сентябрь, 2009 год | В ответ на доклад об исследовании был создан Японский совет по доменным именам в Интернете (JIDNC) в качестве частного органа, отвечающего за выбор оператора регистрации для «.日本». |
| Ноябрь, 2009 год   | ICANN начала принимать приложения интернационализированного национального ДВУ. |
| Январь, 2010 год   | Министерство внутренних дел и связи обратилось в JIDNC с просьбой выбрать оператора регистрации для «.日本». |
| Июнь, 2010 год     | JIDNC опубликовал свои критерии отбора и политику в отношении конкурсов заявок (CFP) и приступил к приему заявок. http://jidnc.jp/?p=533 |
| Август, 2010 год   | Японская служба регистрации (JPRS) подала заявку в ответ на CFP для оператора регистрации «.日本». http://jprs.co.jp/topics/2010/100817.html |
| Октябрь, 2010 год  | Японский Совет по доменным именам в Интернете выбрал компанию JPRS в качестве оператора реестра ДВУ «.日本». http://jprs.co.jp/topics/2010/101012.html JIDNC сообщает о результатах отбора оператора регистрации «.日本» в Министерство внутренних дел и коммуникаций.                                  |
| Июнь, 2011 год     | JIDNC обратился к Японскому сетевому информационному центру (JPNIC) с просьбой обеспечить, чтобы интересы общественности к ДВУ «.日本» поддерживались на основе схемы Соглашения об управлении и администрировании домена верхнего уровня .jp.                                                          |